# آندری بلاتچه
آندری بلاتچه (انگلیسی: Andray Blatche؛ زادهٔ ۲۲ اوت ۱۹۸۶) یک بازیکن بسکتبال اهل ایالات متحده آمریکا است.
از باشگاه‌هایی که در آن بازی کرده‌است می‌توان به واشینگتن ویزاردز و بروکلین نتس اشاره کرد.